# Die sechs Siebeng’scheiten
Die sechs Siebeng’scheiten war eine Fernsehserie in der ARD, die vom Südwestfunk (SWF) produziert wurde. In der Quizsendung traten jeweils Schüler zweier Schulen gegeneinander an. Hervorgegangen war sie aus der Sendung Die 6 × Klugen (1957) des Bayerischen Rundfunks. Das Format wurde 1996 eingestellt. Bis dahin wurden rund 400 Folgen ausgestrahlt.

## Allgemeines zur Sendung
„Die sechs Siebeng’scheiten“ starteten am 14. Januar 1960 im Nachmittagsprogramm und wurden – später am Vorabend ausgestrahlt – zu einem Dauerbrenner unter den deutschen Unterhaltungssendungen: Die Jugendsendung, in der zwei Schulen getrennt nach Stufen gegeneinander spielten, brachte es bis zu ihrer Einstellung 1996 auf rund 400 Folgen. In der Sendung traten zwei Schulen gegeneinander an – aus jeder Schule drei Schüler aus unterschiedlichen Klassenstufen. Im Zentrum der Quiz-Fragen standen neben den Unterrichtsfächern auch die Hobbys der Schülerinnen und Schüler.

## Im Vorabendprogramm des SWF
„Die sechs Siebeng’scheiten“ wurde für das regionale Vorabendprogramm des SWF produziert, später aber auch von anderen Landesrundfunkanstalten in ihren Sendegebieten ausgestrahlt. Die Show war eine von vielen Sendungen, die von Fritz Aeckerle, ab 1957 Leiter der Abteilung Werbefernsehen im SWF und ab 1960 Mitgeschäftsführer der neugegründeten SWF-Tochtergesellschaft „Werbung im Südwesten GmbH“, in das Vorabendprogramm aufgenommen wurden.
Die Quizshow „Die sechs Siebeng’scheiten“ wurde ab 1960 von der SWF-Tochtergesellschaft „Werbung im Südwesten GmbH“ produziert, die das Vorabendprogramm mit kurzen Werbeblöcken und vor allem unterhaltsamen und familienfreundlichen Fernsehformaten gestaltete. Daneben liefen auf diesem Sendeplatz Unterhaltungsserien wie „Der Fenstergucker“ (1960–1972), „Gewagtes Spiel“ (1964–1965) oder „Butler Parker“ (1972–1973).

## Bekannte Moderatoren
Von 1958 bis 1979 wurden 260 Folgen von Jürgen Graf moderiert. Damit hatte Graf zu seiner Zeit einen europaweiten Rekord aufgestellt. Von 1983 bis 1987 moderierte Elmar Hörig die Serie. 1994 übernahm Markus Brock die Moderation von Ingrid Peters.

## Sonstiges
Im Oktober 2019 hat der SWR unter dem Label SWR Retro begonnen, sein Fernseharchiv übers Internet für die Allgemeinheit zu öffnen und damit auch frühe Folgen der Sendung „Die sechs Siebeng’scheiten“ über die ARD Mediathek dauerhaft zur Verfügung zu stellen.